# Gnophomyia acricula
Gnophomyia acricula är en tvåvingeart som beskrevs av Alexander 1931. Gnophomyia acricula ingår i släktet Gnophomyia och familjen småharkrankar.
Artens utbredningsområde är Colombia. Inga underarter finns listade i Catalogue of Life.